# Kriegsmuseum (Finnland)

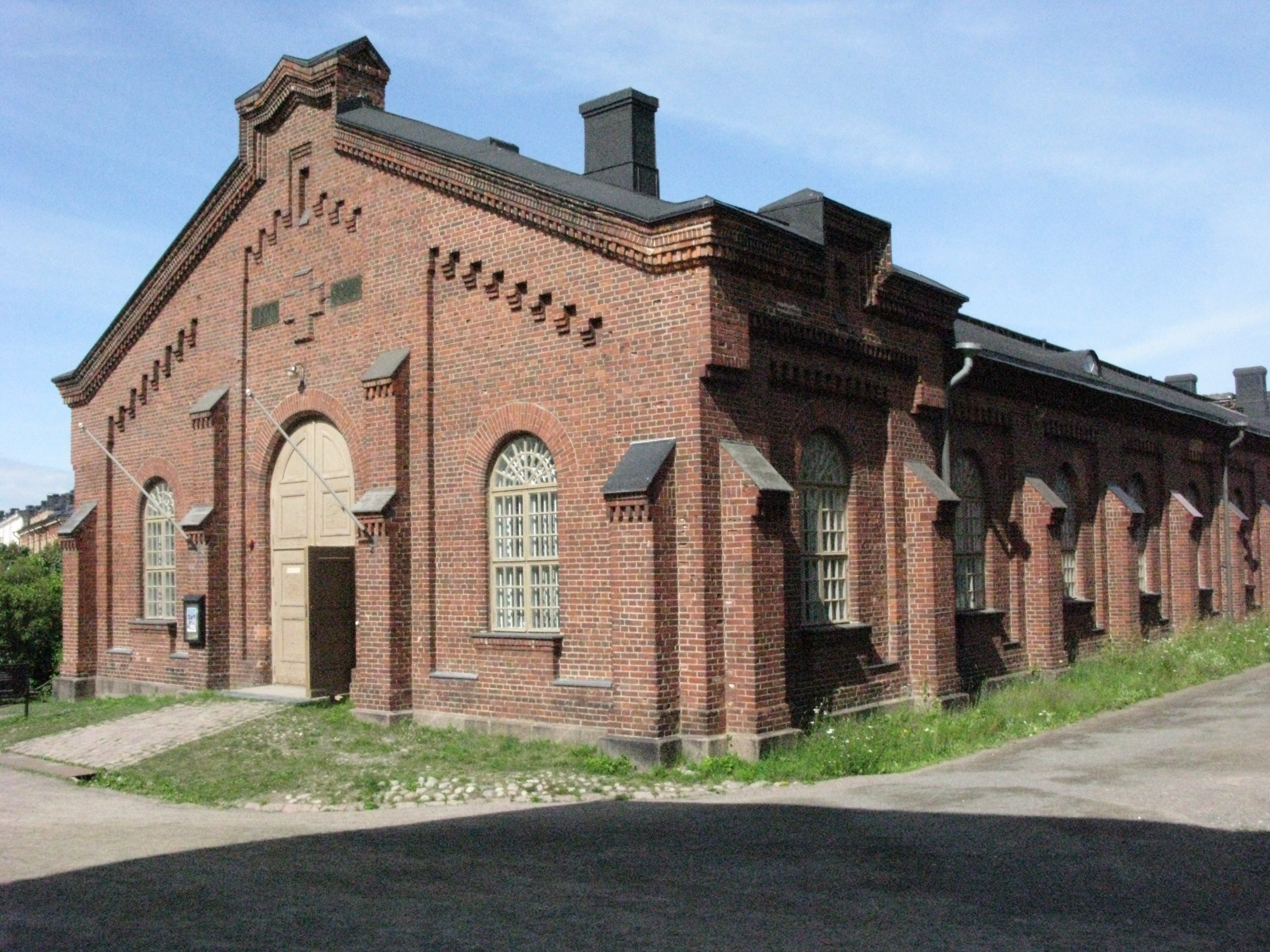
Das Kriegsmuseum in Suomenlinna

Das finnische Kriegsmuseum (finn. Sotamuseo, schwed. Krigsmuseet) in Helsinki ist das zentrale militärhistorische Museum in Finnland und das Zentralmuseum der Finnischen Streitkräfte. Hauptaufgabe des 1929 gegründeten Museums ist es, Objekte der finnischen Streitkräfte und der finnischen Militärgeschichte zu sammeln, zu bewahren und zu erforschen und sie der Öffentlichkeit mit Hilfe von Ausstellungen und Publikationen zugänglich zu machen.
Das Kriegsmuseum hat zwei Zweigstellen auf der Festungsinsel Suomenlinna, die bis 31. Oktober 2017 täglich von 11 bis 18 Uhr geöffnet sind. Dabei handelt es sich um das U-Boot Vesikko, das einzige noch erhaltene finnische U-Boot aus dem Zweiten Weltkrieg, und um die sogenannte Manege (Maneesi), eine Artillerielagerhalle aus dem Jahr 1881, in der die Ausstellung Von der Autonomie bis zur Operation Atalanta gezeigt wird.
Etwa 75.000 Menschen besuchen jährlich die Ausstellungen des Museums. Das Hauptgebäude und das Büro des Kriegsmuseums befinden sich in einer von Evert Lagerspetz entworfenen Kaserne aus dem Jahr 1883 im Helsinkier Stadtteil Kruununhaka. Die Grundausstellung des Hauptgebäudes „Von Hakkapeliten bis zur Friedenssicherung“ wurde am 1. Mai 2016 geschlossen.

## Geschichte

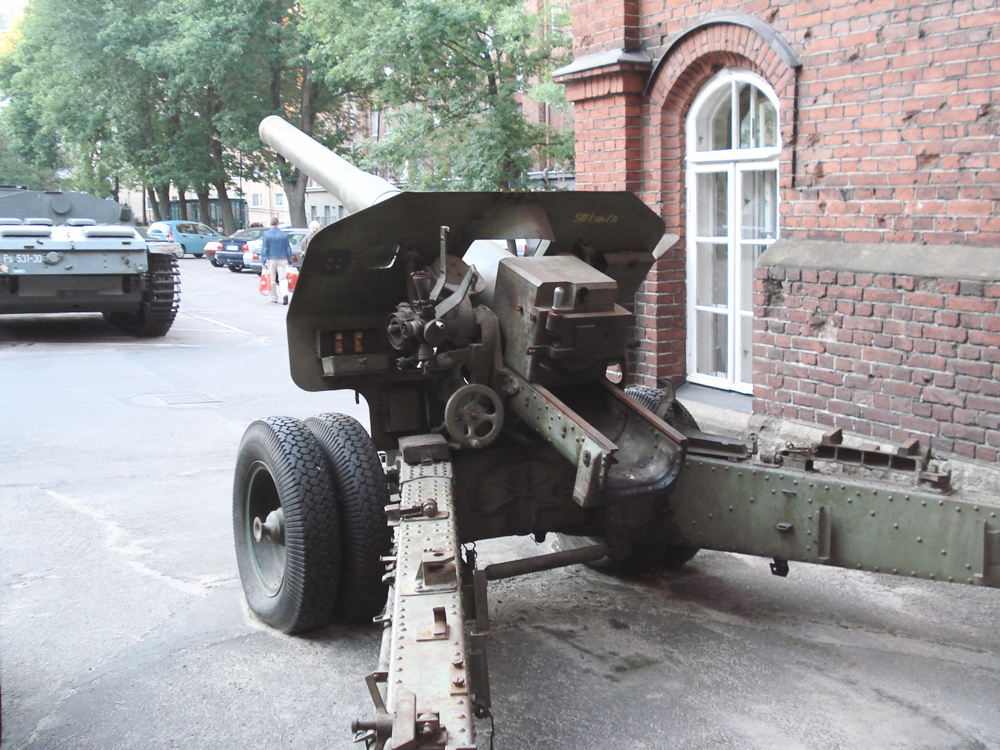
Sowjetische 152-mm-Haubitze M1938 (M-10) auf dem Hof des Museums

Die ersten nennenswerten militärhistorischen Sammlungen bzw. Ausstellungen in Finnland entstanden im frühen 20. Jahrhundert. So gab es in Helsinki u. a. im Jahr 1908 eine Ausstellung anlässlich des 100. Jahrestages des „Finnischen Krieges“. In den Jahren 1918–1919 entstand am Finnischen Nationalmuseum eine Sammlung mit Bezug zum Finnischen Bürgerkrieg von 1918. Grundstock des heutigen Kriegsmuseums wurde jedoch die militärhistorische Sammlung, die allmählich an dem im Jahr 1918 gegründeten Militärarchiv entstand.
Der Erlass zur Eröffnung des Kriegsmuseums erging am 25. November 1929 und die Eröffnung fand am 18. Oktober 1930 statt. Das damals noch kleine Museum befand sich zunächst im Stadtteil Kruununhaka, in der Liisankatu 1 im Keller des Militärarchivs. Wenig später, im Januar 1933 zog das Museum in die sogenannte Carpelan-Kaserne auf der Festungsinsel Suomenlinna, wo es am 11. Juni 1933 neu eröffnet wurde. Jährlich kamen etwa 9.000 Besucher in die Ausstellungen über die verschiedenen Truppengattungen und über den Finnischen Bürgerkrieg.
Im Herbst 1939 wurde das Kriegsmuseum geschlossen und das Material ausgelagert, weil der Winterkrieg gegen die Sowjetunion unmittelbar bevorstand. Während der Kriegsjahre 1939 bis 1944 gab es jedoch einige temporäre Ausstellungen in Helsinki. In den Jahren 1941 bis 1943 organisierte das Kriegsmuseum auch Ausstellungen im übrigen Finnland und in Schweden. Ziel dieser Ausstellungen war es u. a., Kriegsinvaliden wirtschaftlich zu unterstützen und die Moral an der Heimatfront zu heben. Durch den Eingang erbeuteten Militärgeräts vergrößerten sich die Bestände des Museums während des Krieges beträchtlich.
Nach dem Krieg gab es zunächst keine Ausstellungen, doch im Jahr 1948 wurden zwei neue ständige Ausstellungen eröffnet – eine Kriegsflottenausstellung in der Carpelan-Kaserne auf Suomenlinna und eine Küstenartillerieausstellung in einem Pulverkeller aus dem 18. Jahrhundert, ebenfalls auf Suomenlinna. Im Jahr 1949 erhielt das Kriegsmuseum auch wieder Räumlichkeiten in Kruununhaka, diesmal in der Maurinkatu 1, anliegend an das Militärarchiv. Die komplett renovierten Ausstellungsräume konnten jedoch erst 1962 vollständig eröffnet werden. Die Kriegsflottenausstellung in der Carpelan-Kaserne musste 1963 wegen Feuchtigkeitsschäden im Gebäude geschlossen werden; ein Ersatz konnte nicht gefunden werden. Stattdessen wurde im Jahr 1973 das U-Boot Vesikko auf Suomenlinna dem Publikum freigegeben, und im Jahr 1989 öffnete mit der „Manege“ eine weitere Zweigstelle auf Suomenlinna ihre Tore. Weiterhin wurde in den 1990er Jahren in Kruununhaka das frühere Gebäude des Militärarchivs (Liisankatu 1) frei und konnte ebenfalls vom Kriegsmuseum übernommen werden.
Im Jahr 2007 wurde die Küstenartillerieausstellung auf Suomenlinna geschlossen. Neben dem Hauptkomplex in Kruununhaka verbleiben dem Museum somit die Vesikko und die „Manege“ auf Suomenlinna.

## Sammlung

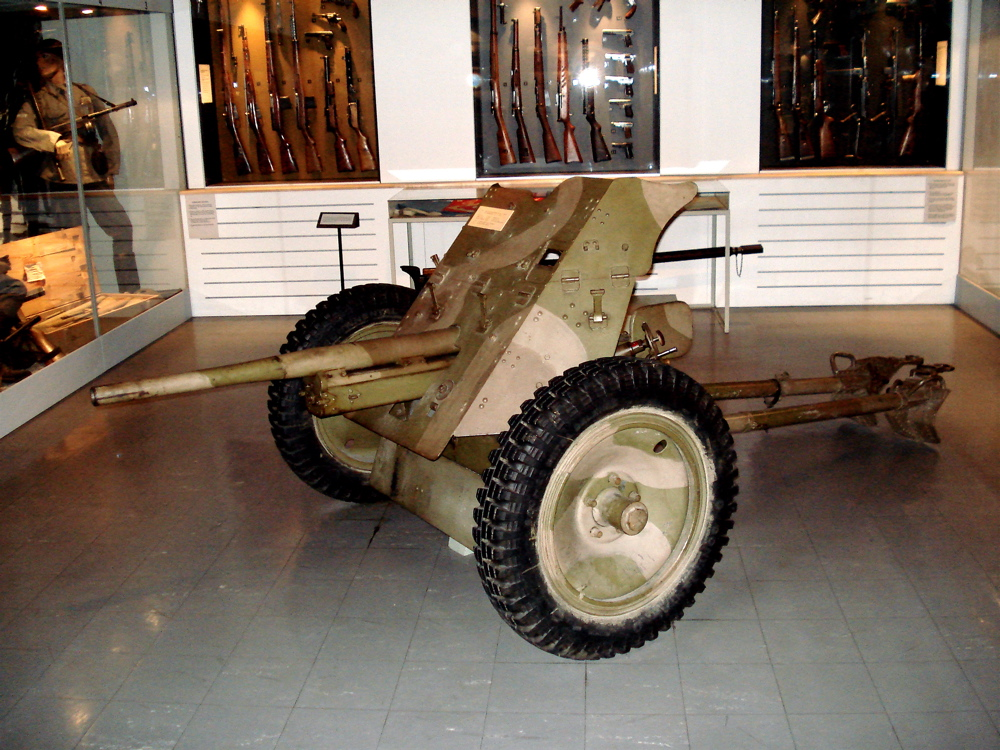
Deutsche Panzerabwehrkanone 3,7-cm-PaK 36 im Kriegsmuseum in Helsinki

Die Bestände des Kriegsmuseums umfassen Waffen und anderes Kriegsgerät, Uniformen und Ausrüstungsgegenstände, Orden, Standarten, schriftliches Material, Fotos und Kunstwerke. Zu den Beständen gehören auch Fahrzeuge, Flugzeuge und Boote, von denen sich wegen des Platzmangels im Kriegsmuseum ein großer Teil als ständige Leihgabe in den verschiedenen Partnermuseen (s. u.) befindet. Insgesamt umfasst der Materialfundus mehr als 200.000 Objekte sowie mehr als 200.000 Fotos und Bilder. Der Schwerpunkt liegt auf der Zeit seit der finnischen Unabhängigkeit (1917–). Nur ein Bruchteil des Materials ist öffentlich ausgestellt; der größte Teil befindet sich in Studiensammlungen und in den Magazinen des Museums.

## Ausstellungen

### Liisankatu 1 – "Von Hakkapeliitta bis Friedensbewahrer" wurde am 1. Mai 2016 geschlossen
Die alte Grundausstellung auf Maurinkatu 1 wurde mit der am 8. März 2013 geöffneten Ausstellung „von Hakkapeliten bis zur Friedenssicherung“ ersetzt. Die Ausstellung befindet sich im Gebäude neben dem alten Museumsgebäude auf Liisankatu 1, in dem früher eine Ausstellung über den finnischen Winterkrieg veranstaltet wurde. In der neuen Grundausstellung wird die finnische Militärgeschichte vom Dreißigjährigen Krieg, als Finnland noch ein Teil von Schweden war, bis zur Gegenwart dargestellt. Die Kämpfe um die staatliche Unabhängigkeit im Jahr 1917 und die zwei Kriege mit Russland während des Zweiten Weltkriegs bekommen auch ihren Platz in der Ausstellung. Die Ausstellung ist vorübergehend geschlossen.

### U-Boot Vesikko
Das U-Boot Vesikko in Suomenlinna wird während der Sommersaison gezeigt. Das U-Boot Vesikko ist das einzige erhaltene U-Boot von fünf U-Booten, die Finnland während des Zweiten Weltkriegs besaß. Die anderen vier U-Boote wurden 1953 verkauft und danach in Belgien abgewrackt. Während des Zweiten Weltkrieges führte die „Vesikko“ meistens Patrouillenfahrten im Finnischen Meerbusen und dem Ålandsee durch. Im Juli 1941 hat Vesikko den sowjetischen Frachter Wyborg (4.100 BRT) im östlichen Finnischen Meerbusen in der Nähe von Gogland torpediert und versenkt. Auf der Pariser Friedenskonferenz im Jahre 1947 wurde es Finnland vertraglich verboten, U-Boote zu besitzen. Während die anderen finnischen U-Boote abgewrackt wurden, konnte Vesikko erhalten werden. Zu Anfang der 1960er Jahre wurde Vesikko nach Suomenlinna transportiert. Seit Juli 1973 wird Vesikko als Museumsschiff genutzt; danach ist sie die beliebteste Ausstellung des Finnischen Militärmuseums geworden.

### Manege
Die Ausstellung über den finnischen Winterkrieg, Fortsetzungskrieg und Lapplandkrieg wurde gleichzeitig mit der Eröffnung des Kriegsmuseums Manege als Ausstellungshalle im Juni 1989 begonnen. Das Gebäude wurde ursprünglich in den 1880er Jahren von den Russen als Kanonenhalle gebaut. In der Halle wurden mehrere Spezialausstellungen veranstaltet, u. a. eine Ausstellung über die finnischen U-Boote. In der Manege sind zum Beispiel eine 8,8-cm-FlaK Flugabwehrkanone, ein britischer Panzerwagen Vickers 6-ton und das Torpedorohr des im Jahre 1925 gesunkenen finnischen Torpedoboots S2 zu sehen. Die neue Ausstellung „Von der Autonomie bis zur Operation Atalanta“ wurde im Jahre 2012 geöffnet. Sie hat die finnische Militärgeschichte und die Geschichte der Finnischen Armee samt den Kriegen, an die Finnland teilgenommen hat, zum Thema.

## Partnermuseen
Das zentrale Kriegsmuseum in Helsinki kooperiert mit zehn weiteren Militärmuseen in Finnland, die einen großen Teil ihrer Ausstellungsgegenstände als ständige Leihgabe vom Kriegsmuseum erhalten haben. Diese Museen werden meist durch Stiftungen finanziert und wurden nach 1945 eröffnet. Es handelt sich um das Pioniermuseum in Hämeenlinna, das Panzermuseum in Hattula, das Luftabwehrmuseum in Tuusula, das Fernmeldemuseum in Riihimäki, das Artilleriemuseum in Hämeenlinna, das Luftfahrtmuseum in Vantaa, das Infanteriemuseum in Mikkeli, das Militärmedizinmuseum in Lahti, das Automuseum Mobilia in Kangasala und das Seefahrtsmuseum Forum Marinum in Turku.